# جيمس إتش رووي
جيمس إتش رووي (بالإنجليزية: James Henry Rowe, Jr.)‏ هو محامي أمريكي، ولد في 1909 في بوتي في الولايات المتحدة، وتوفي في 1984 في واشنطن العاصمة في الولايات المتحدة.